# Colibri féerique
Heliothryx barroti
Espèce
Répartition géographique
Statut de conservation UICN

 LC  : Préoccupation mineure
Statut CITES
Le Colibri féerique (Heliothryx barroti) est une espèce d'oiseaux de la famille des Trochilidae. D'après Alan P. Peterson, c'est une espèce monotypique.

## Description
Le mâle a le front et une couronne violet métallique brillant ou violet-bleu. Les régions lorale, suborbitale et auriculaire sont noir velouté opaque, la dernière terminée par une tache ou une touffe de plumes violet-bleuâtre métallique. Une bande vert émeraude métallique brillant va du sommet de la région malaire aux côtés du cou, immédiatement sous la bande lorale-suborbitale-auriculaire noire. L'arrière du cou, les scapulaires, la couverture alaire, le croupion et le dessus de la couverture caudale sont vert métallique léger uniforme. Les quatre rectrices centrales sont légèrement bleu-noir brillant. La partie inférieure du menton jusqu'à la sous-caudale est blanc immaculé. Le bec est noir et les pattes sont brun clair.

La femelle est semblable au mâle mais le front et la couronne sont du même vert que les parties supérieures. Le blanc des parties inférieures s'étend jusqu'à la bande noire lorale-suborbitale-auriculaire. La tache auriculaire violette peut être absente. La poitrine est parfois tachetée ou striée de gris brunâtre (surtout visible chez les jeunes). La queue est généralement beaucoup plus longue.

## Répartition
On trouve le colibri féerique au sud-est du Mexique, au Belize, au Guatemala, au sud du Honduras, au Nicaragua, au Costa Rica, au Panama, au sud-ouest de l'Equateur et au nord-ouest de la Colombie

## Habitats
Ses habitats sont les forêts tropicales et subtropicales humides de plaine. On la trouve aussi sur les sites d'anciennes forêts lourdement dégradées.